# Associazione Calcio Perugia 1972-1973
Questa voce raccoglie le informazioni riguardanti l'Associazione Calcio Perugia nelle competizioni ufficiali della stagione 1972-1973.

## Stagione

Da sinistra: Giovanni Urban assieme ai neoacquisti Fabio Bonci e Adriano Lombardi, tutti e tre a segno nello storico 5-0 dei grifoni ai danni della rivale di sempre, la.

L'annata portò profondi cambiamenti in seno ai grifoni, sia sul lato tecnico sia societario. A poca distanza l'uno dall'altro abbandonarono il club dapprima l'allenatore Guido Mazzetti e poi il presidente Lino Spagnoli: entrambi in carica dalla seconda metà degli anni 60, punti fermi della storia recente del Perugia nonché i maggiori artefici del ritorno in pianta stabile dei biancorossi in Serie B in questa fase. In estate Mazzetti diede il definitivo addio alla squadra di cui scrisse importanti pagine, prima sul campo e poi in panchina, mentre all'inizio del 1973 Spagnoli lascerà la massima carica dirigenziale per dedicarsi maggiormente, di lì a breve, al business di famiglia.
A sostituirli arrivarono Dino Fanini, imprenditore del settore petrolifero-energetico e dirigente accompagnatore nell'era Spagnoli, alla presidenza ed Egizio Rubino alla guida tecnica, quest'ultimo già sulla panchina degli umbri sul finire degli anni 50. Il parco giocatori vide la cessione di Bruno Mazzia, i cui gradi di capitano vennero ereditati da Riccardo Innocenti, e l'ampliamento di tutti i reparti con l'inserimento di elementi quali il difensore Francesco Zana, il centrocampista Adriano Lombardi e l'attaccante Fabio Bonci.
L'allenatore Rubino pagò il difficile avvio in cui incappò il Perugia, deludendo una piazza che iniziava invece a sognare in grande dopo il sesto posto raggiunto pochi mesi prima, venendo sollevato dall'incarico sul finire del girone di andata; l'avvicendamento in panchina fu l'occasione, per Spagnoli, di palesare l'intenzione di cedere a titolo gratuito a Fanini le proprie quote in società, cosa poi concretizzatasi nelle settimane seguenti. Rubino venne rimpiazzato da Elio Grassi, promosso dalla squadra Primavera per traghettare i grifoni sino al termine della stagione. In un campionato che fece registrare un deciso passo indietro rispetto al precedente, i biancorossi chiusero la classifica in quattordicesima posizione, a pari punti col Taranto, ottenendo solamente l'obiettivo minimo della salvezza.
Non riservò sorprese il cammino in Coppa Italia dove, come da prassi dell'epoca, gli umbri uscirono presto al primo turno da un girone eliminatorio che comprendeva l'Arezzo, l'Ascoli, il Cagliari e i corregionali della Ternana. In quest'occasione i biancorossi si tolsero comunque la soddisfazione di fare proprio il derby dell'Umbria rifilando una sonora manita agli storici rivali rossoverdi di Viciani, peraltro al tempo neopromossi in massima serie e alla ribalta nazionale per il loro gioco corto, superati con un netto 5-0 nella sfida del 10 settembre 1972 giocata al Santa Giuliana.

## Rosa
| N. |                   | Ruolo | Calciatore                    |
| -- | ----------------- | ----- | ----------------------------- |
|    | Italia (bandiera) | A     | Fabio Bonci                   |
|    | Italia (bandiera) | D     | Domenico Casati               |
|    | Italia (bandiera) | A     | Giordano Colausig             |
|    | Italia (bandiera) | D     | Eros Gobbi                    |
|    | Italia (bandiera) | P     | Leonardo Grosso               |
|    | Italia (bandiera) | A     | Riccardo Innocenti (capitano) |
|    | Italia (bandiera) | C     | Adriano Lombardi              |
|    | Italia (bandiera) | A     | Pierluigi Lombardi            |
|    | Italia (bandiera) | A     | Massimo Lupini                |
|    | Italia (bandiera) | D     | Stefano Marcucci              |

| N. |                   | Ruolo | Calciatore       |
| -- | ----------------- | ----- | ---------------- |
|    | Italia (bandiera) | D     | Roberto Melgrati |
|    | Italia (bandiera) | C     | Mario Morello    |
|    | Italia (bandiera) | C     | Domenico Parola  |
|    | Italia (bandiera) | D     | Paolo Petraz     |
|    | Italia (bandiera) | C     | Claudio Tinaglia |
|    | Italia (bandiera) | A     | Giovanni Urban   |
|    | Italia (bandiera) | D     | Elio Vanara      |
|    | Italia (bandiera) | C     | Carlo Volpi      |
|    | Italia (bandiera) | D     | Francesco Zana   |

## Risultati

### Serie B

#### Girone di andata
| 17 settembre 1972 1ª giornata | Genoa | 2 – 1 | Perugia |  |

| 24 settembre 1972 2ª giornata | Perugia | 0 – 0 | Como |  |

| 1º ottobre 1972 3ª giornata | Monza | 1 – 0 | Perugia |  |

| 8 ottobre 1972 4ª giornata | Perugia | 2 – 0 | Novara |  |

| 15 ottobre 1972 5ª giornata | Arezzo | 2 – 0 | Perugia |  |

| 22 ottobre 1972 6ª giornata | Perugia | 0 – 0 | Reggina |  |

| 29 ottobre 1972 7ª giornata | Bari | 0 – 1 | Perugia |  |

| 5 novembre 1972 8ª giornata | Perugia | 1 – 2 | Varese |  |

| 12 novembre 1972 9ª giornata | Brindisi | 2 – 1 | Perugia |  |

| 19 novembre 1972 10ª giornata | Perugia | 1 – 0 | Catania |  |

| 26 novembre 1972 11ª giornata | Ascoli | 2 – 1 | Perugia |  |

| 3 dicembre 1972 12ª giornata | Mantova | 1 – 0 | Perugia |  |

| 10 dicembre 1972 13ª giornata | Perugia | 1 – 0 | Foggia |  |

| 17 dicembre 1972 14ª giornata | Perugia | 2 – 0 | Lecco |  |

| 24 dicembre 1972 15ª giornata | Brescia | 1 – 0 | Perugia |  |

| 30 dicembre 1972 16ª giornata | Perugia | 1 – 1 | Reggiana |  |

| 7 gennaio 1973 17ª giornata | Cesena | 2 – 0 | Perugia |  |

| 14 gennaio 1973 18ª giornata | Perugia | 1 – 1 | Catanzaro |  |

| 21 gennaio 1973 19ª giornata | Taranto | 2 – 1 | Perugia |  |

#### Girone di ritorno
| 4 febbraio 1973 20ª giornata | Perugia | 0 – 0 | Genoa |  |

| 11 febbraio 1973 21ª giornata | Como | 2 – 1 | Perugia |  |

| 18 febbraio 1973 22ª giornata | Perugia | 2 – 0 | Monza |  |

| 25 febbraio 1973 23ª giornata | Novara | 4 – 2 | Perugia |  |

| 4 marzo 1973 24ª giornata | Perugia | 0 – 0 | Arezzo |  |

| 11 marzo 1973 25ª giornata | Reggina | 0 – 0 | Perugia |  |

| 18 marzo 1973 26ª giornata | Perugia | 2 – 0 | Bari |  |

| 1º aprile 1973 27ª giornata | Varese | 2 – 0 | Perugia |  |

| 8 aprile 1973 28ª giornata | Perugia | 0 – 0 | Brindisi |  |

| 15 aprile 1973 29ª giornata | Catania | 2 – 0 | Perugia |  |

| 22 aprile 1973 30ª giornata | Perugia | 1 – 0 | Ascoli |  |

| 29 aprile 1973 31ª giornata | Perugia | 0 – 0 | Mantova |  |

| 6 maggio 1973 32ª giornata | Foggia | 1 – 0 | Perugia |  |

| 13 maggio 1973 33ª giornata | Lecco | 3 – 1 | Perugia |  |

| 20 maggio 1973 34ª giornata | Perugia | 2 – 0 | Brescia |  |

| 25 maggio 1973 35ª giornata | Reggiana | 1 – 3 | Perugia |  |

| 3 giugno 1973 36ª giornata | Perugia | 0 – 0 | Cesena |  |

| 10 giugno 1973 37ª giornata | Catanzaro | 0 – 1 | Perugia |  |

| 17 giugno 1973 38ª giornata | Perugia | 0 – 0 | Taranto |  |

### Coppa Italia

#### Primo turno
| Arbitro: | Trinchieri (Reggio Emilia) |

|              |           |  |
| Graziani 90’ | Marcatori |  |

| Arbitro: | R.Lattanzi (Roma) |

|  |           |               |
|  | Marcatori | 31’, 81’ Riva |

| Perugia 3 settembre 1972, ore 17:00 CEST 3ª giornata | Perugia                | 0 – 0 referto | Ascoli | Stadio Santa Giuliana\| Arbitro: \| Martinelli (Catanzaro) \| |
| Arbitro:                                             | Martinelli (Catanzaro) |               |        |                                                               |

| 4ª giornata |  | – Turno di riposo |  |  |

| Arbitro: | Barbaresco (Cormons) |

|                                                         |           |  |
| Morello 9’ Urban 12’ (rig.), 63’ Lombardi 48’ Bonci 77’ | Marcatori |  |

## Statistiche

### Statistiche di squadra
| Competizione | Punti | In casa | In casa | In casa | In casa | In casa | In casa | In trasferta | In trasferta | In trasferta | In trasferta | In trasferta | In trasferta | Totale | Totale | Totale | Totale | Totale | Totale | DR |
| Competizione | Punti | G       | V       | N       | P       | Gf      | Gs      | G            | V            | N            | P            | Gf           | Gs           | G      | V      | N      | P      | Gf     | Gs     | DR |
| ------------ | ----- | ------- | ------- | ------- | ------- | ------- | ------- | ------------ | ------------ | ------------ | ------------ | ------------ | ------------ | ------ | ------ | ------ | ------ | ------ | ------ | -- |
| Serie B      | 33    | 19      | 8       | 10      | 1       | 16      | 4       | 19           | 3            | 1            | 15           | 13           | 30           | 38     | 11     | 11     | 16     | 29     | 34     | -5 |
| Coppa Italia | 3     | 3       | 1       | 1       | 1       | 5       | 2       | 1            | 0            | 0            | 1            | 0            | 1            | 4      | 1      | 1      | 2      | 5      | 3      | +2 |
| Totale       |       | 22      | 9       | 11      | 2       | 21      | 6       | 20           | 3            | 1            | 16           | 13           | 31           | 42     | 12     | 12     | 18     | 34     | 37     | -3 |

### Statistiche dei giocatori
| Giocatore    | Serie B  | Serie B | Coppa Italia | Coppa Italia | Totale   | Totale |
| Giocatore    | Presenze | Reti    | Presenze     | Reti         | Presenze | Reti   |
| ------------ | -------- | ------- | ------------ | ------------ | -------- | ------ |
| F. Bonci     | 27       | 9       | 4            | 1            | 31       | 10     |
| D. Casati    | 38       | 0       | 4            | 0            | 42       | 0      |
| G. Colausig  | 10       | 1       | 3            | 0            | 13       | 1      |
| E. Gobbi     | 2        | 0       | 1            | 0            | 3        | 0      |
| L. Grosso    | 38       | -34     | 4            | -3           | 42       | -37    |
| R. Innocenti | 34       | 3       | 4            | 0            | 38       | 3      |
| A. Lombardi  | 34       | 0       | 2            | 1            | 36       | 1      |
| P. Lombardi  | 2        | 0       | -            | -            | 2        | 0      |
| M. Lupini    | 1        | 0       | -            | -            | 1        | 0      |
| S. Marcucci  | 14       | 0       | 1            | 0            | 15       | 0      |
| R. Melgrati  | 27       | 0       | 3            | 0            | 30       | 0      |
| M. Morello   | 34       | 3       | 4            | 1            | 38       | 4      |
| D. Parola    | 33       | 0       | -            | -            | 33       | 0      |
| P. Petraz    | 32       | 0       | 4            | 0            | 36       | 0      |
| C. Tinaglia  | 22       | 0       | 4            | 0            | 26       | 0      |
| G. Urban     | 33       | 11      | 4            | 2            | 37       | 13     |
| E. Vanara    | 29       | 0       | 4            | 0            | 33       | 0      |
| C. Volpi     | 1        | 0       | 2            | 0            | 3        | 0      |
| F. Zana      | 38       | 0       | 1            | 0            | 39       | 0      |